# Règne (politique)
Pour les articles homonymes, voir Règne.

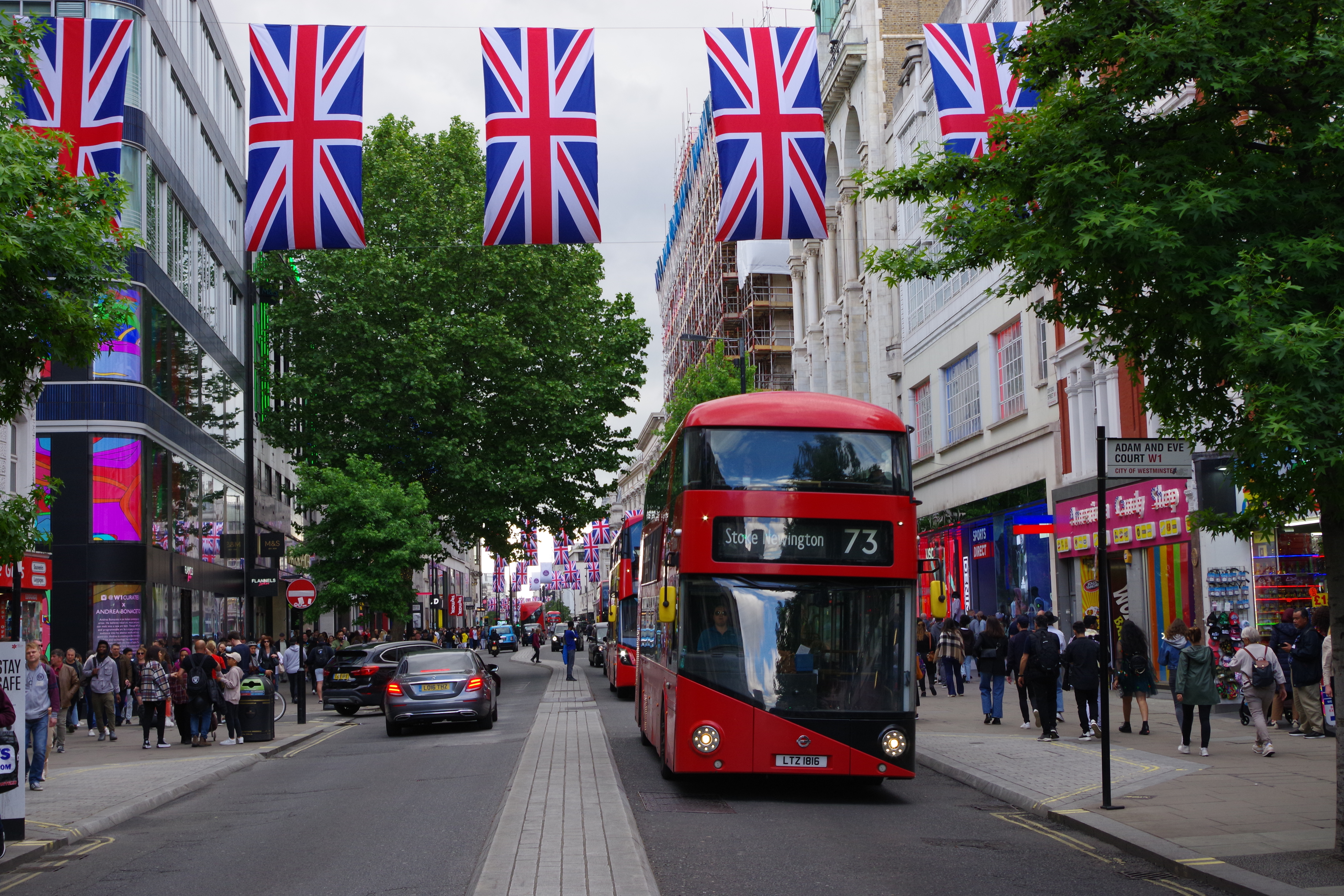
En Angleterre, le roi actuel est Charles III

Un règne est la période d'exercice du pouvoir d'un souverain (que ce soit une personne ou une dynastie) sur une nation (par exemple l'Arabie saoudite ou la Belgique), un peuple (par exemple les Francs ou les Zoulous) ou une communauté spirituelle (par exemple le catholicisme romain ou le bouddhisme tibétain). Dans la plupart des monarchies héréditaires et dans certaines monarchies électives (par exemple le Saint-Empire romain germanique), la durée d'un règne ou d'occupation d'un souverain n'est pas limitée et il n'y a pas de mandat. Ainsi, un règne va généralement jusqu'à la mort du monarque, sauf si la monarchie est abolie entre-temps ou si le monarque lui-même abdique ou est destitué.